# Ford TH!NK

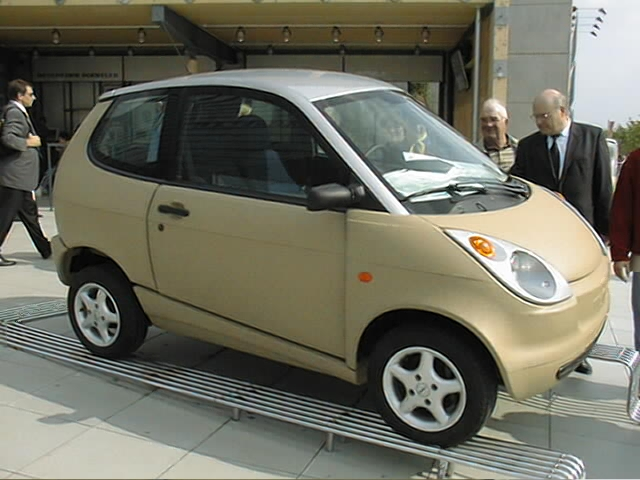
Th!nk auf der Hannover Messe (2000)

Der Ford TH!NK war von 1999 bis 2006 eine Baureihe von Elektrofahrzeugen, die von der TH!NK Mobility, damals ein Unternehmen der Ford Motor Company, hergestellt wurden.

## Geschichte
Die kurzlebige Linie umfasste im Jahr 1999 vier Modelle: den TH!NK Neighbor und den TH!NK City sowie die Elektrofahrräder TH!NK Bike Traveller und TH!NK Bike Fun. Die Ford MC verkaufte ihre Aktien und das daraus resultierende Unternehmen Think Global produzierte Elektroautos in Norwegen, bis es 2011 Insolvenz anmeldete. 

## TH!NK City
Der zweitürige Think City bot Platz für Fahrer und Beifahrer und erreichte eine Höchstgeschwindigkeit von 90 km/h. Das Auto hatte eine Beschleunigung von 0 auf 48 km/h in sieben Sekunden und wog 941 Kilo. Das Modell war 9,8 Fuß (3,0 m) lang, 5,25 Fuß (1,60 m) breit und 5,1 Fuß (1,6 m) hoch.

## TH!NK Neighbor
TH!NK Neighbor wurde entwickelt, um die NHTSA-Spezifikation für Kurzstrecken-Elektrofahrzeuge zu erfüllen. Design und Herstellung standen in keinem Zusammenhang mit TH!NK City. Der TH!NK Neighbor wurde ursprünglich in zwei Modellen angeboten, einem Zweisitzer und einem Viersitzer, wobei eine Version für Nutzfahrzeuge mit zwei Passagieren gegen Ende der Produktion angeboten wurde. Der TH!NK Neighbor hatte ein festes Dach und war an den Seiten offen, optional war deshalb auch eine Regenhülle erhältlich, um die Passagiere vor Wettereinflüssen zu schützen. Die normale Höchstgeschwindigkeit wurde auf 40 km/h (25 Meilen pro Stunde) gemäß den NHTSA-Anforderungen geregelt und es gab auch einen Rasen-Modus, in dem die Höchstgeschwindigkeit für die Verwendung auf Golfplätzen auf 24 km/h (15 Meilen pro Stunde) festgelegt wurde. Mehrere Optionen wurden für den Einsatz auf dem Golfplatz entwickelt: Ein Gepäckträger, eine Halterung für Scorecards, Tees und Bälle. Zusätzlich gab es eine Kofferraumoption für die Version mit vier Passagieren, die man als Kühler benutzen konnte.

## Die Entsorgung
Eine große Kontroverse brach aus, als Ford beschloss, überschüssige Pachtfahrzeuge der Marke TH!NK City in den USA zu vernichten. Nach Protesten von Umweltschutzgruppen, einschließlich einer Greenpeace-Rallye auf dem Dach der norwegischen Ford-Niederlassungen, beschloss Ford, die Pachtfahrzeuge nach Norwegen zu versenden und dort zu verkaufen.